# Misery Inc.
Misery Inc. ist eine finnische Metal-Band, die Ende 2001 gegründet wurde.

## Geschichte
Die Band kam ursprünglich komplett aus der finnischen Stadt Myrskylä. Nach Streitigkeiten um die Richtung, die die Band spielen sollte, holten sie mit Teemu Ylämäki einen Leadgitarristen hinzu und spezialisierten sich auf das Genre Metalcore.
Kurz darauf begannen Probeaufnahmen, bei denen drei Demo-Tapes entstanden. Die Demos sorgten für Aufsehen und erhielten gute Kritiken, was dazu führte, dass das Plattenlabel ZYX Records ihnen einen Plattenvertrag anbot, der von der Band angenommen wurde.
Wenig später begann das Quintett mit den Aufnahmen für ihr erstes Studioalbum Yesterday's Grave, welches sie Ende Januar herausbrachten. Kurz nach dieser Veröffentlichung verließ Sänger Jukka Huuhtanen die Band.
Anschließend wurde es ruhiger um Misery Inc., da sie erst Ersatz auf der freigewordenen Sängerposition suchen mussten. Der wurde dann auch im Juni 2005 gleich mit zwei Sängern gefunden, Niko Mankinen sowie Jules Näveri komplettierten wieder Misery Inc. Bei den Arbeiten am zweiten Studioalbum Random End kam es zu internen Unstimmigkeiten, worauf Bassist Jukka Keisala die Band verließ, er wurde durch Aki Heikinheimo ersetzt.
Im Februar 2006 wurde Random End in Finnland durch das Label Firebox veröffentlicht. Kurz darauf verließ Sänger Jules Näveri die Band und wurde durch Tommi Niemi ersetzt. Damit sind Janne Tolonen und Joonas Kauppinen die letzten verbleibenden Gründungsmitglieder von Misery Inc.
Rund ein Jahr tourten sie mit der neuen Formation durch Finnland, bis sie anschließend  die Arbeiten an dem dritten Studioalbum begannen, welches noch 2007 unter dem Label Johanna Kustannus erschien. Der neue Sänger Tommi Niemi verließ die Band kurz nach dem Release des Albums jedoch und wurde temporär vom Produzenten des Albums, Mikko Herranen, ersetzt.
Als die Arbeit an neuen Songs für ein viertes Album begonnen hatte, verließ Mikko Herranen die Band und sie wurde aufgelöst, "da sie keinen weiteren Memberwechsel durchstehen würde".

## Diskografie

### Demos
- 2001: Chains
- 2002: For Your Misery Only
- 2003: Suicide Serenade

### Alben
- 2004: Yesterday’s Grave (ZYX Music)
- 2006: Random End (Firebox Records)
- 2007: BreedGreedBreed (Johanna Kustannus) (10.10)

### Singles
- 2006: Fallen Rage
- 2007: Modern Day Human Waste (19.9)